# Daré Nibombé
Daré Nibombé (Lomé, 1980. június 16. –) togói válogatott labdarúgó.

## Fordítás
- Ez a szócikk részben vagy egészben  a   Daré Nibombé című angol Wikipédia-szócikk fordításán alapul.  Az eredeti cikk szerkesztőit annak laptörténete sorolja fel. Ez a jelzés csupán a megfogalmazás eredetét és a szerzői jogokat jelzi, nem szolgál a cikkben szereplő információk forrásmegjelöléseként.